# Лікар
Лі́кар,  (ДМ, англ. Medical Doctor M.D., MD) — фахівець  з повною вищою медичною освітою, що в установленому законом порядку постійно займається підтримкою або відновленням людського здоров'я, через запобігання (профілактика), розпізнавання (діагностика) та лікування захворювань і травм. Це можливо завдяки ґрунтовним знанням з анатомії, фізіології, хвороб і лікування, науки медицини, особистому досвіду та практиці — мистецтву медицини.

## Етика медичного працівника
Першою професійною присягою лікаря стала Присяга Гіппократа. В сучасних умовах для випускників усіх медичних ВНЗ є Присяга лікаря України.
Окрім моральних засад етики існують також і юридичні, які регулюють певні питання поведінки медичних працівників, та лікарів зокрема.
Важливим моментом діяльності лікаря в аспекті медичної етики є його права, про які пацієнти та їх родини забувають.

## Медичні спеціальності
Бувають різні галузі медичної практики, залежно від групи пацієнтів, типів захворювань і т.п. Після закінчення медичної школи або іншої базової підготовки лікарі зазвичай продовжують свою медичну освіту за певною спеціальністю медицини, пройшовши багаторічну ординатуру, щоб стати спеціалістом.

## Корупція і медики

### В Україні
У світлі кримінального права України незаконною лікувальною діяльністю вважається заняття лікувальною діяльністю без спеціального дозволу, здійснюване особою, яка не має належної медичної освіти. Кримінальну відповідальність така діяльність тягне винятково у разі настання важких наслідків для хворого.

## Феномен «лікарського почерку»
Поганий почерк лікарів є предметом жартів в багатьох країнах світу. Вважається, що всі медики дуже погано пишуть від руки. Однозначних висновків не зовсім розбірливого почерку лікарів немає.
Наталя Богун, завідувач аптеки:
|  | Ми дуже страждаємо від нерозбірливого почерку лікарів. Щодня доводиться розбирати карлючки і каракулі медиків, два рази на тиждень чинить цілком «нечитабельний» рецепт. Сьогодні практично ніхто не пише на рецептурних бланках, все — на обривках якихось папірців, на листочках для записів. Вже давно ніхто з лікарів не пише на латині. Проблема ще й у тому, що на фармацевтичному ринку існує величезна кількість препаратів з дуже схожими назвами. Одна неправильно написана буква може призвести помилку. Але за роки роботи у нас вже було встановлено тісний взаємозв'язок з поліклінікою: у складних випадках ми зв'язуємося з лікарем або розпитуємо самих пацієнтів. Найважче розібрати написання букв «п» і «н», а також коли лікар призначає відразу велику схему лікування, в якій багато препаратів. |

Руслан Стасула, головний лікар Центральної поліклініки Подільського району:
|  | Почерк лікаря — це суто індивідуальна манера людини. Ніхто на цю особливість ніякими адміністративними заходами або наказами вплинути не зможе. Поки не буде комп'ютеризовано кожне робоче місце дільничного терапевта, ні про який красивий почерк не може йти мови. У нас навантаження на одного лікаря — дві тисячі осіб, а на прийомах буває від тридцяти до сорока осіб на день. Якби ми мали локальну комп'ютерну мережу на території лікарні та поліклініки, тоді всі історії хвороби були б в комп'ютерах, було б значно менше помилок. Ми дуже сподіваємося, що наш лікувальний заклад буде комп'ютеризовано до 2008 року. До речі, Українським інститутом удосконалення лікарів на кожного киянина вже розроблений електронний паспорт пацієнта. Але система поки що не працює. |

Людмила Мозговенко, дільничний лікар-терапевт:
|  | Звичайно, наші почерки далекі від ідеальних. Але у нас дуже багато документації, потрібно записувати кожний випадок, а час на прийомі обмежений. Але коли потрібно, ми пишемо нормально, особливо коли подаємо документи на МСЕК. Правда, коли пишуть консультаційні висновки фахівці з інших медичних установ, буває так, що ми нічого не можемо розібрати, час втрачається безглуздо. До почерків своїх колег ми звикли, розбираємося в них непогано. Все-таки лікарі пишуть надмірно багато, поганий почерк — це наша професійна особливість. |

Декілька версій пояснення феномену:
- Медичні працівники дуже багато пишуть і тому розбірливості почерку не надають особливої уваги.
- В будь-якій професійній групі приблизно однаково людей з красивим/не красивим почерком, але найбільше люди стикаються з текстом написаним кульковою ручкою саме в лікарні. Тому й існує таке помилкове судження про почерк лікарів, досить поширене, що не відповідає об'єктивній дійсності[6].

## Лікарі у мистецтві

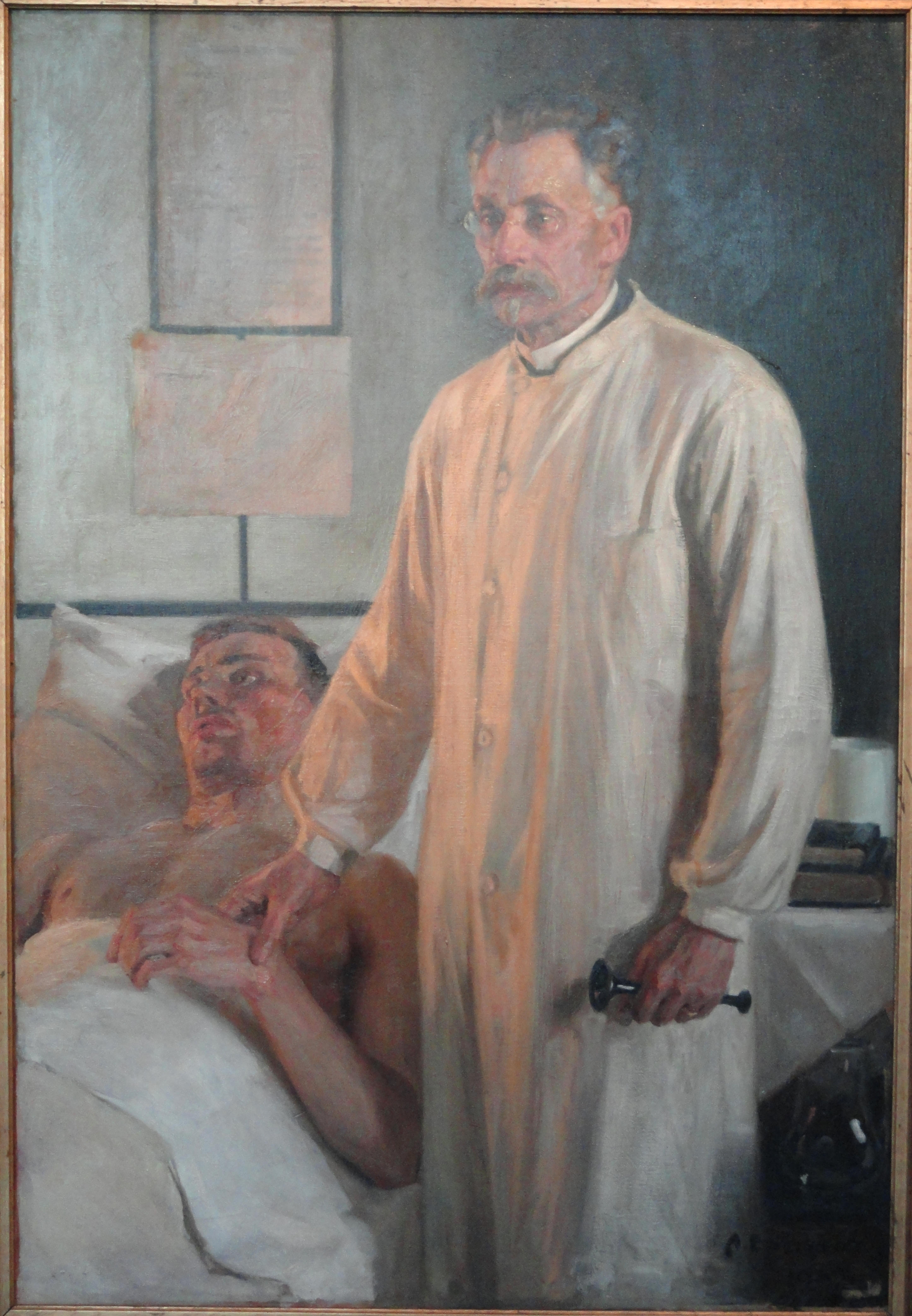
Альберт Едельфельт. «Лікар Юхан Вільгельм Рунеберг», Гельсінки, фінляндія

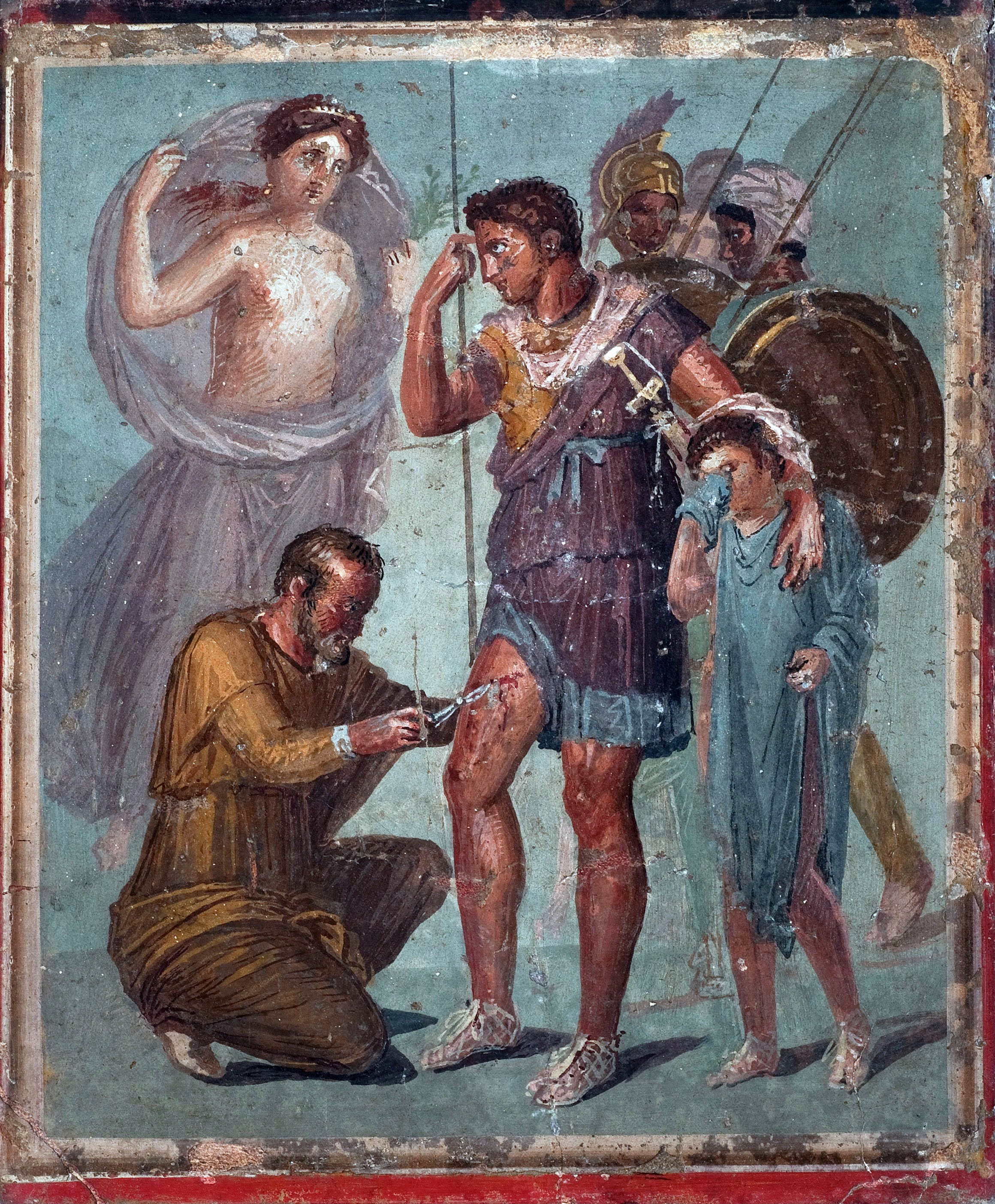
Лікування рани вояка (хірург Япікс виймає стрілу зі стегна Енея), фреска Будинку сірійця, Помпеї.Національний музей археології (Неаполь)
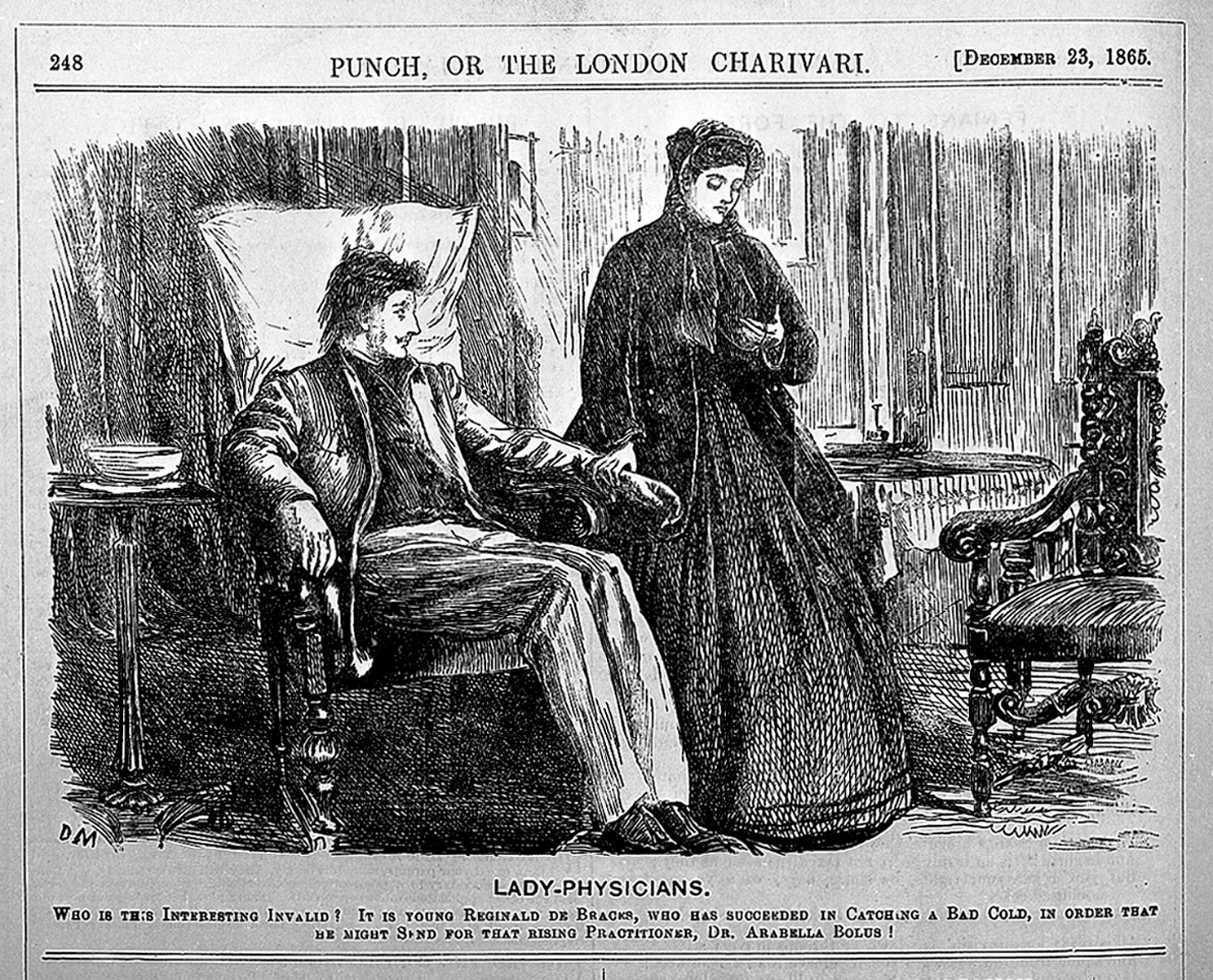
«Жінка-лікар досліджує пульс», 1848 р.

## Відомі лікарі-письменники
- Артур Конан Дойль
- Микола Іванович Пирогов
- Антон Павлович Чехов
- Микола Михайлович Амосов
- Михайло Опанасович Булгаков та ін.